# Leonard's Bakery
Leonard's Bakery é uma padaria portuguesa localizada em Honolulu, no Havaí. A massa frita, um pouco mais crocante e mastigável que uma rosquinha e sem furo, é conhecida como culinária do Havaí. Embora os imigrantes portugueses tenham trazido a malassada na virada do século XX, a Leonard's abriu em 1952 e a levou a um público mais amplo. Leonard's é um nome familiar no Havaí e é bem conhecido no território norte-americano dos Estados Unidos e internacionalmente. Uma franquia foi inaugurada no Japão em 2008.

## Antecedentes e história
Margaret e Frank Leonard Rego Sr. abriram a Leonard's Bakery em 1952. A mãe de Rego o encorajou a vender malassadas, uma rosquinha portuguesa sem buraco, com um "mais crocante" por fora e um "mais mastigável" por dentro. Os trabalhadores portugueses das plantações trouxeram a sobremesa para as ilhas havaianas quando imigraram na virada do século XX. A Leonard's é conhecida como uma "padaria à moda antiga e simples" que popularizou doces e sobremesas na culinária portuguesa, como o pão doce português e os wraps de pão doce, às vezes com um empréstimo cultural havaiano como haupia, coco e malasadas recheadas de goiaba.
A partir de 2011, a padaria continuou sendo uma empresa familiar de propriedade de Leonard Rego Jr., cujos próprios filhos participam de sua operação, assim como ele fazia antes.
Andrew McCarthy, da National Geographic Traveler, escreveu que a padaria é uma instituição que "ancorou" sua vizinhança. No Havaí, Leonard's é um "nome familiar". Os residentes de outras ilhas havaianas costumam trazer para casa as malassadas de Leonard como um omiyage (presente de lembrança). O item parecido com um donut frito pode ser exclusivo do Havaí, mas é bem conhecido tanto no território norte-americano dos Estados Unidos quanto internacionalmente. A Leonard's é um ponto de interesse em pelo menos um passeio pela ilha. Em 2012, o Honolulu Star-Advertiser informou que a padaria vendia mais de 15.000 malasadas diariamente, ou mais de 160 milhões desde a sua inauguração.
Rego Jr. abriu uma franquia no Yokohama World Quarter Shopping Center, no Japão, em dezembro de 2008. No início, o local vendia apenas malasadas de canela e açúcar, mas depois adicionou malassadas com recheios. Os investidores japoneses Forest Inc. perguntaram pela primeira vez a Rego Jr. sobre o licenciamento da marca em março de 2008, e Rego Jr. sentiu que o momento com a Grande Recessão "não poderia ter sido mais perfeito". O negócio foi concluído três meses antes da inauguração, e o proprietário voou para treinar a equipe por uma semana e meia. Rego Jr. planejava abrir mais locais franqueados no Japão e em outras ilhas do Havaí. Em 2009, a empresa empregava 60 pessoas entre três lojas (duas em Oahu e uma em Yokohama) e dois food trucks de Oahu.

## Recepção

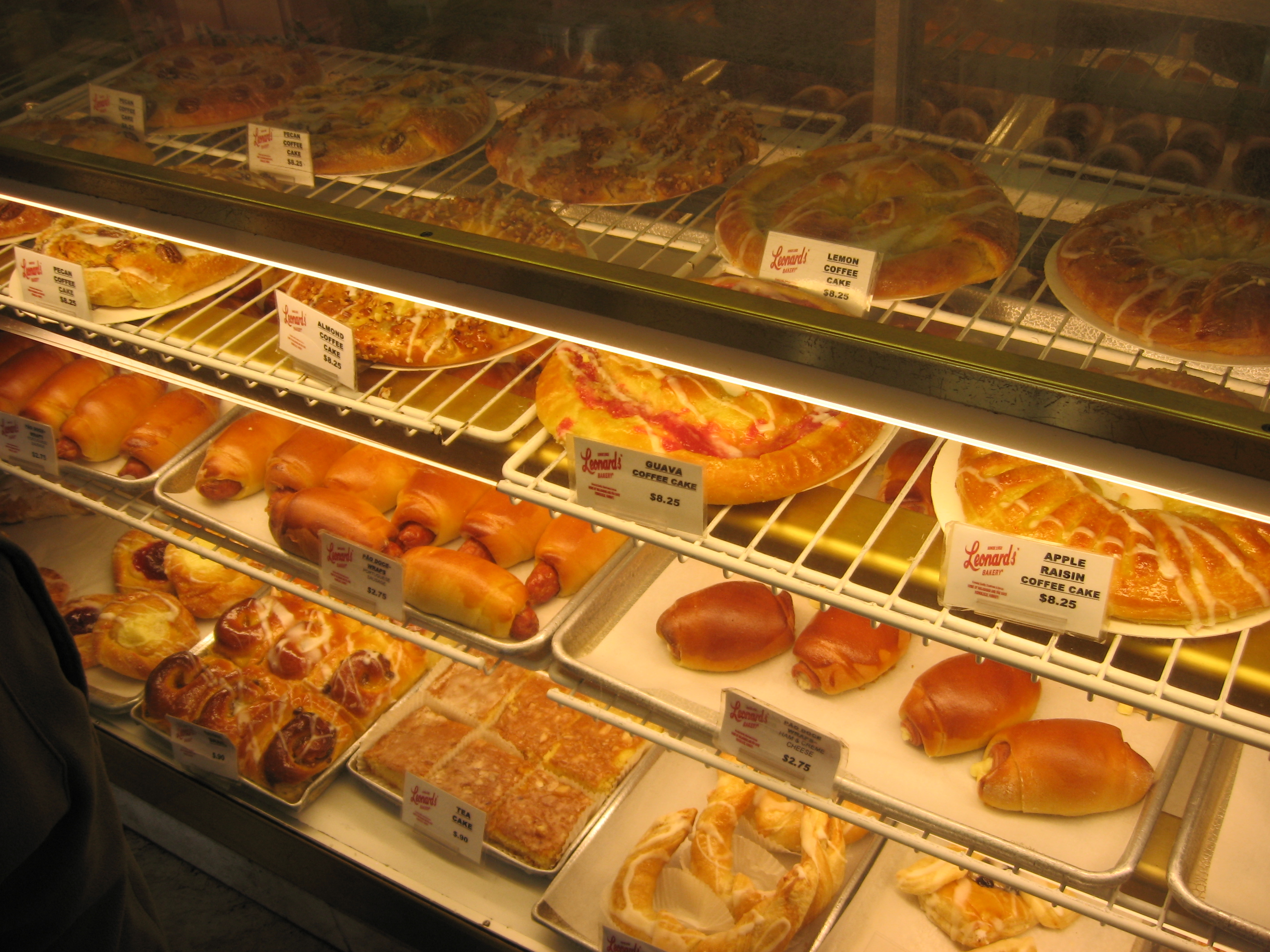
Vitrine dentro da padaria.

As malassadas da padaria eram a principal "descoberta de comida havaiana" do Foodspotting, e o USA Today descreveu as rosquinhas como tendo se tornado "um ícone havaiano". Sunset reconheceu Leonard's por fazer do doce um "clássico havaiano" que agora é servido em restaurantes de Honolulu, desde drive-ins até Chef Mavro, "o restaurante mais elegante da cidade". Vinnee Tong, do The New York Sun, escreveu que Leonard's era "uma parada obrigatória para quem gosta de comida e... viciados em sobremesas".
Frommer's o chama de "marco de Honolulu", e o The Huffington Post lista as malasadas de Leonard junto com poke , Spam musubi e gelo raspado como experiências culinárias havaianas "obrigatórias". Também é descrito no livro crítico de culinária de Mimi Sheraton, 1.000 alimentos para comer antes de morrer, e em Donuts: An American Passion, de John T. Edge.